# Abbaye de Chaloché
L'abbaye de Chaloché est une ancienne abbaye cistercienne fondé en 1129 sur les communes de Chaumont-d'Anjou et Corzé au nord-est d'Angers. 

## Historique
L'abbaye de Chaloché est fondée par les moines de l'abbaye de Savigny en Normandie. Le seigneur de Château-Gontier, Alard IV de Château-Gontier, offre une partie de son domaine de Chaumont en Anjou pour l'édification de cet édifice religieux.
En 1147, l'abbaye de Chaloché est rattachée à l'abbaye de Cîteaux.
Plusieurs auteurs prétendent que l'abbaye de Chaloché fut fondée par Hamelin d'Ingrandes, en l119, et augmentée par Hugues de Mathefelon, Jeanne de Sablé, sa femme, et son fils Thibault Ier de Mathefelon, en 1127. André du Chesne pense, au contraire, qu'elle lui doit sa fondation.
La famille de Mathefelon, seigneur de Seiches-sur-le-Loir, contribua à la construction de l’église abbatiale, consacrée le 20 août 1223 par l’évêque d’Angers, Guillaume de Beaumont. Plusieurs seigneurs de Mathefelon reposent dans l'abbaye de Chaloché dans laquelle sont visibles leurs gisants.

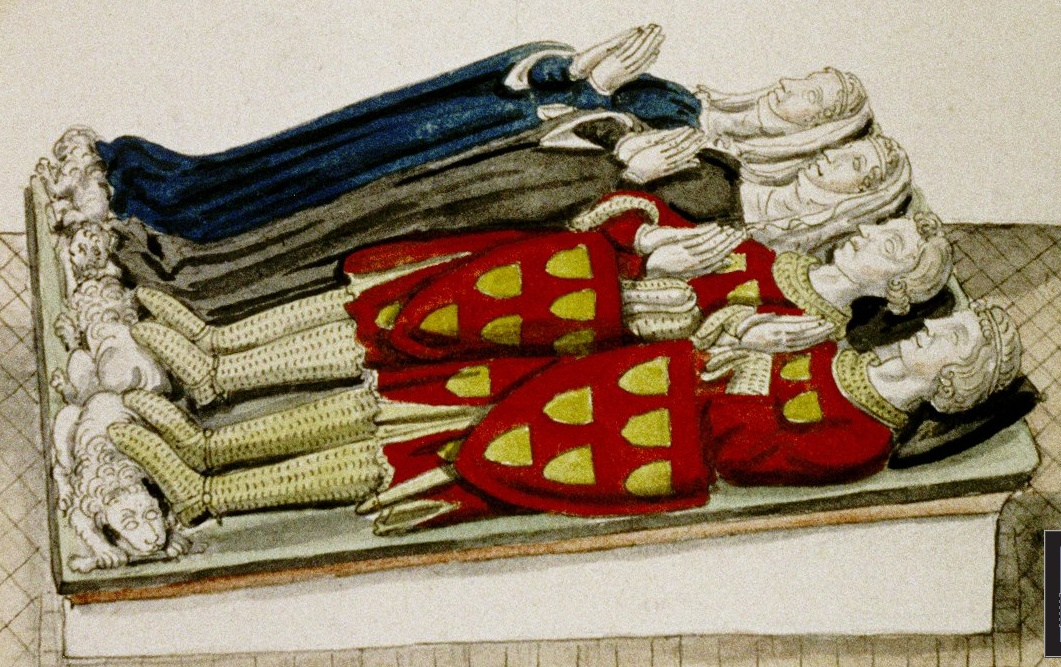
Gisants de la famille de Mathefelon, abbaye de Chaloché.
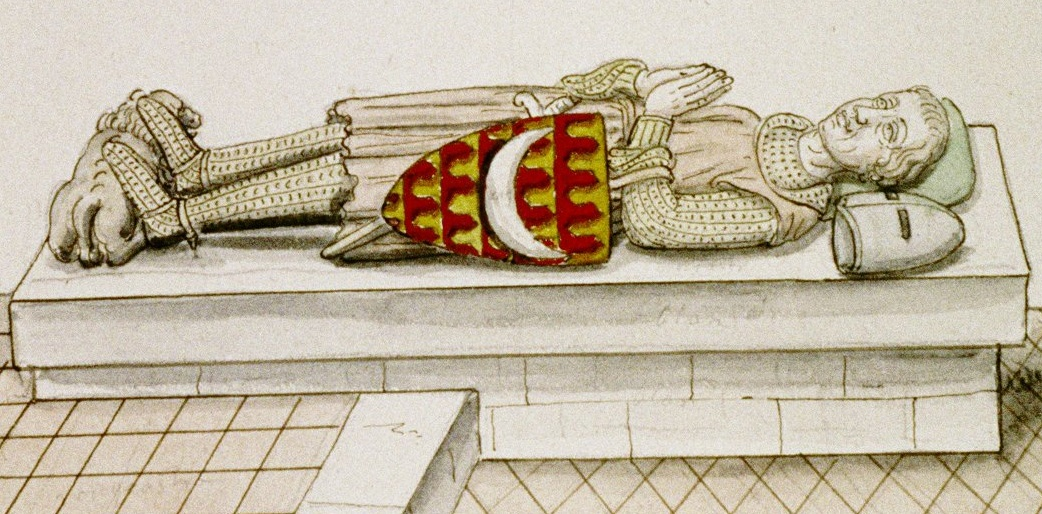
Gisant du seigneur de Mathefelon, abbaye de Chaloché.

Les façades et toitures de l'ensemble des bâtiments subsistants et le sol de l'ancienne abbaye font l’objet d’une inscription au titre des monuments historiques depuis le 26 mars 1973.

## Architecture et description
A une cinquantaine de mètres à l’ouest de la clôture conventuelle, il subsiste une immense grange médiévale (qui servit peut-être également d’hôtellerie ou de bâtiment des convers), d’une longueur de 62 mètres sur 8 de large, alignée selon un axe nord-sud et construite en moellons de grès. 
L'édifice était couvert d'une magnifique charpente du XIIIe siècle en bois de chêne et à chevrons portant une dizaine de fermes, malheureusement détruite par un incendie criminel en mars 1993.
Le pignon sud du bâtiment est percé d’une grande fenêtre en arc brisé, dont le remplage est composé de deux lancettes trilobées, séparées par un meneau et surmontées de quatre trilobes et de deux petits oculus.
Un bâtiment nommé « la porterie » jouxte « la grange ». La porterie est aussi ancienne que la nef centrale et abrite deux salles. Celle de l’ouest a conservé sa grande voûte en berceau appareillé, la seconde, à l’est, est divisée en deux nefs.
Une chapelle s'élève à côté de la porterie. Elle est couverte par une charpente à chevrons portant des fermes de toiture.

## Filiation et dépendances
Chaloché est fille de l'abbaye de Savigny.

### Sources et bibliographie
- Bernard Peugniez, Routier cistercien, Éditions Gaud, Moisenay, S. 344,  (ISBN 978-2-84080-044-6)
- Laurent Pichot, L’abbaye de Chaloché, Les Cahiers du Baugeois, avril 1998
- Franck Tournadre, De l’aile conventuelle à destination des convers au bâtiment agricole à fonction multiple: le cas des abbayes cisterciennes de Chaloché (Maine-et-Loire), Preuilly (Seine-et-Marne) et Valence (Vienne), In Situ no 5, décembre 2004,
- D. Bontemps, « La “grange” de l’abbaye cistercienne de Chaloché (Maine-et-Loire) ou de l’importance de l’étude de la charpente dans un bâtiment médiéval », in Archéologie Médiévale, tome 25 (1995)
- Les Cahiers du Baugeois, Chaloché I, II, III, IV, avril et décembre 1991, mai 1993 et janvier 1999